# Herb Koprzywnicy
Herb Koprzywnicy – symbol miasta i gminy Koprzywnica.

## Wygląd i symbolika
Herb przedstawia na tarczy w polu niebieskim szarego Baranka Bożego, posiadającego żółte kopyta. Prawą przednią nogą trzyma żółte drzewce chorągwi zakończone krzyżem. Na drzewcu umieszczona jest biała chorągiew z żółtym krzyżem równoramiennym otoczonym czarnym otokiem. Baranek jest symbolem świętego Jana Chrzciciela. Jest to historyczny wizerunek herbu Koprzywnicy, pochodzący sprzed 1870. Wizerunek ten używany był przez miejscowego wójta; miasto pieczętowało się wizerunkiem połupostaci biskupa w infule i z pastorałem.